# Крашение

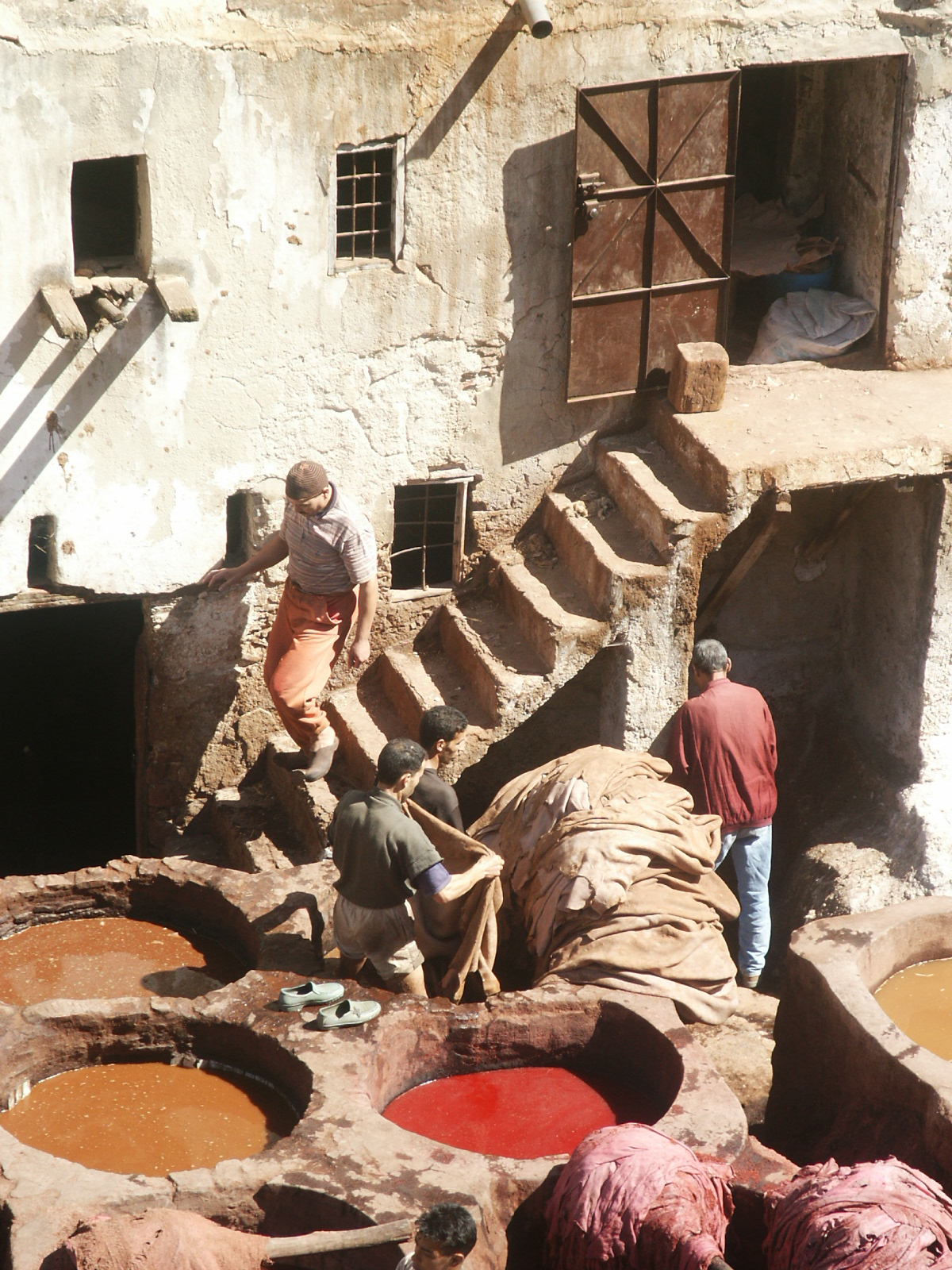
Крашение кожи в Фесе, Марокко

Кра́шение — придача ткани, коже, текстилю, пластмассе или другим материалам окраски, которая с практической точки зрения устойчива к воздействию света, трения и другим воздействиям. Отличается от окраски, заключающейся в нанесении слоя, образующего после высыхания твёрдую плёнку.
Крашение известно с древних времён, особенно развилось при мануфактурном производстве и после изобретения органических красителей, которые были дешевле и устойчивее природных.
Одни материалы могут быть окрашены в красильной ванне из красителя, вспомогательных веществ и воды; скорость окраски определяется коэффициентом диффузии красителя в волокне (то есть зависит от температуры, вспомогательных веществ и методов достижения набухания волокна). Другие материалы (например, кожа) могут быть окрашены протравкой, кислотами, пигментами.
Крашение может быть гладким — гладкокрашенная ткань — при одноцветном окрашивании, или узорчатым — при окраске в несколько цветов. Самый популярный способ узорчатого крашения — печатный или набивка.
В производстве различают крашение:
- периодическое — помещение окрашиваемого материала в краситель на продолжительное время
- непрерывное — когда можно «прогонять» через ёмкость с красителем полотно материала